# 人类嵌合体
人類嵌合體是人体中出現的嵌合現象，主要分为三类：异卵双生、骨髓移植和胎儿微嵌合体。對於部份特殊例子，嵌合人可能由一男一女組成。嵌合人可能同時會有兩套性器官；另一種情況則是，嵌合人的生殖細胞基因與體器官不同，就血缘关系上而言，他們生出的孩子不是子女，而是外甥及姪兒。根據統計，現時全球總共有100宗特殊的嵌合人個案。

## 嵌合体
嵌合体是由两种或者更多“个体”构成的一种生物体，它包含着至少两组DNA。动物学上的嵌合体根据其嵌合方式的不同可分为三种类型：杂合体（Hybrid）、胞质嵌合体（Cybrid）和奇美拉（Chimera）。
其中杂合体的嵌合程度最高，其产生过程又称杂交（Hybridization），结果是两种动物的基因大约各占一半。但由于人类与其他动物之间生殖隔离，因此理论上不会出现民间所谓的“人兽杂交怪物”。胞质嵌合体的英语Cybrid的意思是“细胞质杂交”，即将甲动物的细胞核移植到乙动物的去核卵细胞中。由于99.9%的遗传物质都在细胞核中，所以胞质嵌合体可以当作甲动物的胚胎来研究。奇美拉是将甲动物的具有特种遗传性状的细胞（成体干细胞或胚胎干细胞）导入乙动物的胚胎（囊胚）中。奇美拉的胚胎中含有一定的甲动物组织的基因成分，并可分化到各个器官组织中。
中山大学生命科学学院教授贺竹梅在接受记者采访时表示，其实人体嵌合体是比较普遍的一种自然现象，只是由于大多数嵌合体患者都只是在进行DNA检查才被发现而已。嵌合体不容易被发现，普通检查DNA不一定能检查到，因为它可能存在于你身体的任何地方。特殊情况下，如果身体上出现的两种不同的基因特征，例如西方人的异色瞳孔现象或者左右两边身体出现迥异毛色的现象，都是一种典型的嵌合现象。

## 分类

### 异卵双生
异卵双生是指两颗卵子同时各自受精后，各自形成的两粒受精卵同时发育成两个独立胚胎。如果一个胚胎在怀孕较早时期死亡，它的一些细胞会被他的孪生兄弟“吸收”。这样的个体经常不知道自己是嵌合体。
2002年，美国籍婦女Lydia Fairchild向醫院申請DNA检测，結果DNA報告顯示她的亲生小孩和她完全沒有血緣關係，連0.1%都沒有。一名律師翻閱醫學文獻，發現一個類似案例，事主是一名52歲女子凯伦-基冈（Karen Keegan）。她因為需要換腎，和兩名成年兒子一起接受基因檢驗，以決定誰比較適合捐腎，意外發現兩名兒子基因都與她不符，她不是他們的母親。醫生困惑了兩年後，發現她是一位人類嵌合體，血细胞中有不同的DNA组。
受到這個案例啟發，後來發現Fairchild也是一位人類嵌合體，她頭髮和皮膚的DNA和她子宮組織的DNA完全不同；也就是說，在她身體不同的器官有著不同組的染色體。
2015年第一宗男性嵌合體使基因測試出問題的案例發表。2014年6月，美國一對夫婦（不具名）通過人工受孕誕下男嬰，卻發現男嬰血型和父母不符合。他們懷疑生育診所出錯，於是做自助式基因生父鑒定，發現男子不是男嬰的生父。他們聘請律師，又找實驗室進行基因生父鑒定，也得出同一結果。他們與生育診所對質，診所稱夫婦進行人工受孕當日，在診所捐精者中，只有該男子是白人，而男嬰外表也是白人。他們找到一位遺傳學家Barry Starr，他建議他們用23andMe進行祖系基因鑒定。該鑒定檢測數十萬個遺傳標記，旨在判斷家族的血緣關係，而一般的基因生父鑒定只檢測約十五個遺傳標記。測試結果發現男子是男嬰的伯叔父，因此Starr懷疑該男子是一位人類嵌合體。Starr通過一位遺傳顧問，轉介該男子到一所DNA診斷中心再作測試。用該男子的口腔黏膜細胞檢驗基因，證實男嬰不是該男子的兒子，但是檢驗男子的精液，發現當中有10%的細胞的基因和男嬰吻合，從而證實該男子確是嵌合體，而嬰兒的生父是該男子已消失的孿生兄弟。該男子自小就有很明顯的兩種膚色相間，這個奇怪特徵也是因此而起。

### 骨髓移植
一个人接受骨髓移植时也可能成为嵌合体。在白血病骨髓移植手术中，病人自己的骨髓将被摧毁，替换为另一个人的骨髓。骨髓包含着可以发育成血细胞的干细胞。这意味着病人将拥有捐献者的血细胞。此外，接受输血也可使患者获得其他人的细胞。

### 微嵌合体

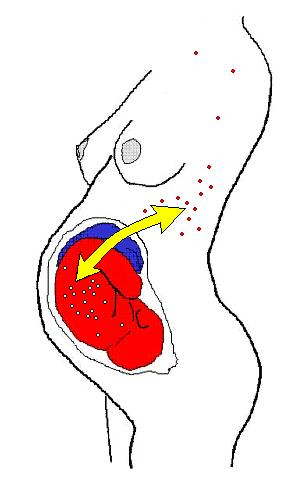
懷孕期間，母體与胎兒的細胞有機會透過胎盤進行交換。

微嵌合体是较为常见的一种现象。2015年，一项研究表明这种现象几乎发生在所有怀孕女性，至少是暂时的。研究人员测试了26位女性的肾、肝、脾、肺、心脏和大脑，她们是怀孕时死亡或者分娩前一个月的女性，结果发现这些女性所有组织中存在胎儿细胞。研究人员知道这些细胞来自于胎儿，并非自己的身体，因为这些细胞包含着男性胎儿的Y染色体。关于Y染色体，曾有研究指出，怀孕期间男性胎儿留在母亲体内的DNA会终其一生一直留在女性大脑之中；而研究发现女性大脑中的男性DNA会减少老年痴呆症的风险。不过，也有专家认为，这种影响应该是非常有限的。
母亲的细胞也会进入胎儿体内。有证据表明，有未知类型的母体细胞通过胎盘然后改头换面变成了不同的细胞进而成了胎儿身体的一部分。研究人员发现，患有新生儿红斑狼疮综合症的婴儿心脏中的心肌细胞可能是母亲血液里的干细胞流到了发育胎儿的心脏处然后再转化而成的。

## 研究
人类嵌合体研究存在高技术风险和高伦理风险。中国卫生部2003年7月10日颁发的《人类辅助生殖技术规范》实施技术人员的行为准则第十四条规定，“禁止开展人类嵌合体胚胎试验研究”。普遍认为，嵌合体的研究要遵循“不伤害”的伦理学基本原则，注意跨物种感染等问题，防止对嵌合体本身以及人类造成伤害。